# Relaciones Irán-Israel
Las relaciones Irán-Israel hace referencia a las relaciones internacionales entre la República Islámica de Irán y el Estado de Israel, ambas naciones de Asia Occidental miembros plenos de la Organización de Naciones Unidas. Estas relaciones, surgidas desde la formación de Israel como Estado en 1948, han tenido distintos grados de colaboración y confrontación hasta la actualidad. Hasta 1979, Israel tuvo una relación amigable con los shas de la Dinastía Pahlaví, sobre todo a partir del golpe de Estado de 1953. Pero tras un abrupto cambio de régimen, las relaciones cesaron automáticamente con la Revolución iraní, culminando con una directa hostilidad a partir de la Guerra del Golfo que ha incluido guerras por delegación y enfrentamientos militares directos pero limitados.
Sus respectivas embajadas fueron cerradas y en la actualidad no existen misiones diplomáticas bilaterales entre estos dos países. 

## Historia

### SigloXX
Después de Turquía, Irán fue la segunda nación de mayoría musulmana en reconocer a Israel como un Estado soberano en 1950, retractándose posteriormente. No obstante, en 1947, Irán votó en contra del  Plan de las Naciones Unidas para la partición de Palestina, mientras que dos años más tarde, también votó en contra del ingreso de Israel como miembro pleno de las Naciones Unidas. Con el Golpe de Estado en Irán de 1953, las relaciones con Israel mejoraron considerablemente.
Después de la Revolución de 1979, Irán cortó todos los lazos diplomáticos y comerciales con Israel, y su gobierno teocrático islámico no reconoce la legitimidad de Israel como Estado. El cambio de la paz fría a la hostilidad comenzó a principios de la década de 1990, poco después de la disolución de la Unión Soviética y la derrota del ejército iraquí durante la tormenta del desierto, después de lo cual el poder relativo en el Medio Oriente se desplazó hacia Irán e Israel. El conflicto se intensificó a principios de la década de 1990, cuando el gobierno de Yitzhak Rabin adoptó una postura más agresiva sobre Irán. El conflicto retórico se intensificó durante la presidencia de Mahmoud Ahmadinejad, quien hizo declaraciones incendiarias contra Israel. Otros factores que contribuyeron a la escalada de tensiones incluyen el desarrollo del programa nuclear de Irán en relación con la doctrina de Begin en Israel, la financiación iraní de grupos como Hizbolá, Yihad Islámica y Hamás, y la supuesta participación en ataques terroristas como el ataque de 1992 a la embajada israelí en Buenos Aires y el bombardeo de la AMIA en 1994, presunto apoyo israelí a grupos como Mujahedin Popular de Irán o Jundallah y presuntas operaciones encubiertas en Irán, incluidos asesinatos y explosiones. Del mismo modo, la denominada guerra subsidiaria irano-israelí, un conflicto extendido durante décadas, ha buscado debilitar o eliminar a los aliados políticos o económicos entre estos dos países. 

### SigloXXI

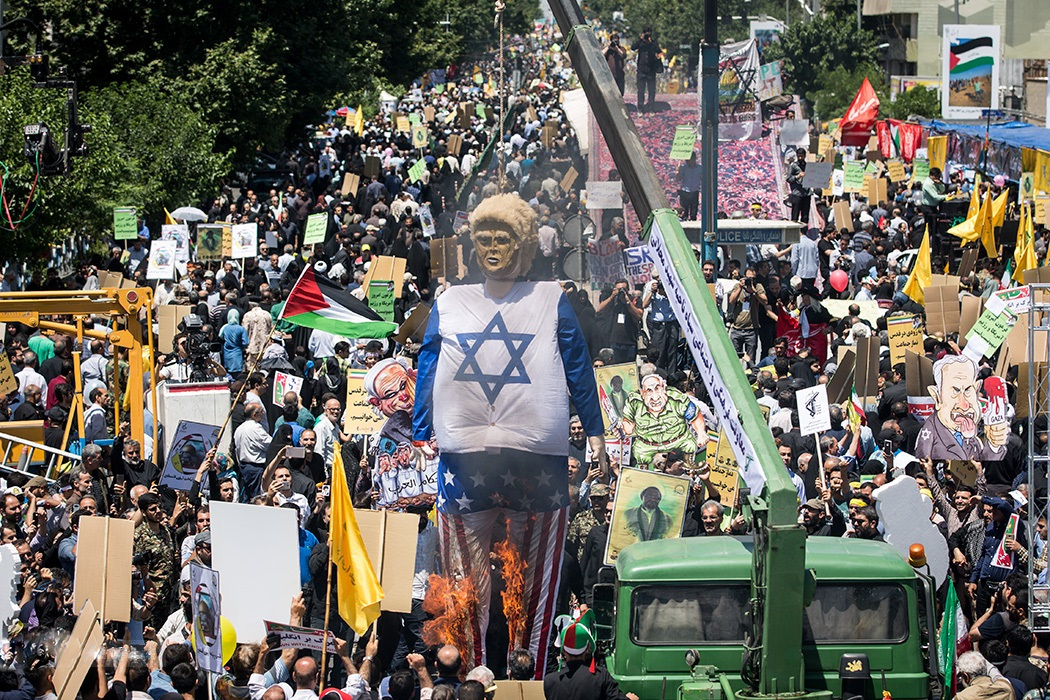
Protestas en Teherán de 2018. En la imagen se ve como manifestantes iraníes queman un muñeco con la bandera de Israel como camiseta y la bandera de los Estados Unidos como pantalones.

Durante el siglo XXI, las relaciones bilaterales ya desgastadas han tomado matices más hostiles, basados en supuestos, especulaciones y amenazas mutuas de ataques y destrucción. Israel le ha otorgado asilo humanitario tanto a los judíos persas que han sufrido persecución religiosa en los actuales territorios iraníes y han sido víctimas del éxodo judío de países musulmanes, así como también a los miembros del colectivo LGBT que se ven obligados a emigrar para evitar ser condenados a muerte por su orientación sexual, siguiendo los preceptos de la ley Sharia. Entre ellos destaca el poeta Payam Feili.
Entre 2005 y 2007, una crisis diplomática internacional debido a la política nuclear de Irán, involucró a Israel y Estados Unidos con la nación persa. En mayo de 2018, una serie de incidentes y enfrentamientos militares se suscitaron entre Israel e Irán entre los Altos del Golán y Siria. Nuevamente en 2017, se reabrió una crisis diplomática que involucró a estos tres países, al ser Israel el principal aliado de Estados Unidos en Oriente Medio contra Irán. 
Durante la crisis del Golfo Pérsico de 2019-2020, luego del ataque aéreo en el Aeropuerto Internacional de Bagdad de 2020 perpetrado por Estados Unidos, donde resultó muerto el general iraní Qasem Soleimani, Irán amenazó con «eliminar a Israel de la faz de la Tierra» si Estados Unidos continuaba con sus ataques. Posteriormente y como represalia, los Cuerpos de la Guardia Revolucionaria Islámica atacaron la base aérea de Al Asad en Irak, amenazando nuevamente a Israel con un eventual ataque a la ciudad de Haifa si Estados Unidos contraatacaba.
En años posteriores, el conflicto entre ambos países escaló y continuaron los ataques militares. En abril y octubre de 2024, Irán lanzó una serie de ataques a distancia con misiles hacia el territorio israelí. Días después del segundo ataque, Israel realizó ataques contra Irán en represalia. 
En mayo de 2022, el Coronel Hassan Sayyad Khodaei, del Cuerpo de la Guardia Revolucionaria Islámica, fue asesinado a tiros en la entrada de su casa en Teherán, por un hombre armado que iba en la parte trasera de una motocicleta. Las autoridades iraníes acusaron a "sionistas" del ataque.
En junio de 2025, Israel atacó Irán, principalmente instalaciones nucleares y militares, argumentando defenderse ante la amenaza de que Irán pueda construir armas nucleares. Como resultado de los ataques, fueron ejecutados altos mandos militares y científicos nucleares. En respuesta inmediata, Irán envió un ataque de drones a Israel.